# 阪口大助
阪口大助（日语：／ Sakaguchi Daisuke，1973年10月11日—），日本男性聲優，目前屬青二Production，新潟縣柏崎市出身。
代表作有《機動戰士V鋼彈》的胡索·艾賓、《我們這一家》的柚子、《東京喵喵》的奇修、《魔兵傳奇》的傑克、《銀魂》的志村新八、《CLANNAD》的春原陽平等。

## 經歷、人物
- 已婚，太太是採訪過他的動畫雜誌編輯。
- 因為喜歡鋼彈而上聲優學校。後來因為髪型像V鋼彈的男主角而被叫去試音，結果真的被選上，而且還是他的第一套作品。
- 音調高尖，擅長演少年。
- 容易害羞，在錄銀魂時試過不敢正眼看後藤邑子。

## 演出作品
※粗體字表示說明飾演的主要角色。

### 電視動畫
1993年
- GS美神極樂大作戰（男學生）
- 機動戰士V鋼彈（胡索·艾賓）
- 美少女戰士（貓）

1994年
- 美少女戰士R（更科九助）
- 橘子醬男孩（男學生）#20、35
- 銀河戰國群雄傳（虎丸）
- 奇天烈大百科（奇天烈齋〈少年時期〉）

1995年
- 美少女戰士S（更科九助）
- 七龍珠Z（オバケ）#259、262

1996年
- 奧運高手（藤卷駿）
- 美少女戰士Super S（スペシャル（ダミー））
- 名犬萊西（比利·莫納漢）

1997年
- 中華一番（唐三傑〈前期〉）
- 蠟筆小新（鳩谷吉林）

1998年
- 學級王山崎（ブタ田ヒカル）
- 金田一少年之事件簿（チャネラー桜庭、高遠遙一〈少年時代〉）
- 時空轉抄NAZCA（清野慶太）
- DT戰士（アモーロートのシュウ、カイル）
- 守護月天（七梨太助）
- 遊戲王（灰山）
- 乖小孩（綱本健司）
- 羅德斯島戰記-英雄騎士傳-（瑪魯）

1999年
- 封神演義（太乙真人）
- 爆球連發!! 超級彈珠人（修二）

2000年
- 學校怪談（宮之下禮一郎〈少年時期〉）
- 麵包超人（はみがきまん）

2001年
- 辣妹當家（黑井直樹）

2002年
- 我們這一家（花柚子（立花柚彥））
- 東京喵喵（起司（奇修））
- 十二國記（高里卓、白薙）

2003年
- 成惠的世界（飯塚和人）
- 愛的魔法（式森和樹）
- 侦探学园Q（富永雅士）
- 原子小金剛（屠夫、阿丸）
- 數碼寶貝04無限地帶（機車獸－水壺型態）
- Keroro軍曹（報社董事長）
- 鋼之鍊金術師（男性）

2004年
- 妄想代理人（少年球棒、少年／狐塚誠）
- 怪醫黑傑克（光男）
- 絢爛舞踏祭（小加藤·瀧川〈翔〉）
- 仙境傳說（羅昂）
- 怪俠佐羅利（卡片君A、奇波里）
- 鼻毛真拳（暗黑假面、牙膏、哈龍鬼）
- 洛克人EXE STREAM（战斧人）

2005年
- 棒球大聯盟（渡嘉敷）
- 魔兵傳奇（傑克）
- ONE PIECE（利東特）
- 創聖的亞庫艾里翁（李纯）

2006年
- 歡迎加入NHK（山崎薰）
- 銀魂（志村新八）
- 神奇寶貝鑽石&珍珠（小剛的胡說樹、創一）
- 牙 (アニメ)（日语：牙 (アニメ)）（ギンガ）
- 真仙魔大戰（吉福神）
- .hack//Roots（シラバス）
- 死神（鵬・磐）

2007年
- BAMBOO BLADE（中田勇次）
- 金田一少年之事件簿SP「歌劇院館·最後的殺人」（冰森東彥）
- CLANNAD（春原陽平）
- 豆芽小文（澤木惣右衛門直保）
- 怪-化貓-〈海坊主篇〉（佐佐木兵衛）
- 地球防衛少年（和久隆）
- Baccano!（賈格西·史普羅德）
- 鬼太郎第五季（小林、金吉、豆腐小僧）
- おでんくん（オデオン社長）
- シルクロード少年 ユート（マルコ・ポーロ）
- ポケモン不思議のダンジョン 時の探検隊・闇の探検隊（ペラップ）
- 意外（有田）

2008年
- CLANNAD AFTER STORY（春原陽平）
- 武裝機甲（王政陸）
- 假面女僕衛士（富士原幸助）
- 骷髏13（スティーブ）
- 西洋古董洋菓子店（年輕男A）
- 超能少女（山下）
- 世界毀滅（クマゴロー）
- ねぎぼうずのあさたろう（杵太郎）

2009年
- 鋼殼都市雷吉歐斯（哈雷·薩頓）
- 地獄少女 三鼎（水原文男）
- WHITE ALBUM（七瀨彰[1]）
- 哆啦A夢 (水田山葵版)（皮隆）
- Battle Spirits 少年激霸彈（硯秀斗）

2010年
- 刀語（真庭蝶蝶）
- Heartcatch 光之美少女!（才谷秀雄）
- 決鬥大師（クルト）
- 變身公主（柚子小路栗麻呂）

2011年
- 銀魂（志村新八、杉原哲平〈客串〉）
- SKET DANCE（杉原哲平、志村新八〈客串〉）
- ONE PIECE（『火拳』波特卡斯·D·艾斯〈幼年時期〉）
- 罪惡王冠（魂館颯太）
- 名偵探柯南（橋本善成）#636、637
- 花牌情緣（持田太）

2012年
- 機動戰士鋼彈AGE（馬克斯·哈特威）
- 足球騎士（山梨一郎）
- 冰菓（福部里志）
- 豆芽小文Returns（澤木惣右衛門直保）
- 銀魂（志村新八）
- Smile 光之美少女！（波普）
- Battle Spirits Sword Eyes（蘇芳）

2013年
- 銀魂（志村新八）
- 花牌情緣2（持田大）
- 火影忍者疾風傳（小蟲）
- 人魚又上鉤（龍宮使者）
- 戰勇。第2季（尤利）

2014年
- HAMATORA ─超能偵探社─（桂木勇紀）
- 美少女戰士Crystal（淺沼一等）
- 諸神的惡作劇（宙斯·克勞洛斯〈小孩〉）
- 英雄銀行（三毛田マサヒロ、オスト・シャッター）
- 少年好萊塢 -HOLLY STAGE FOR 49-（富井實）
- ONE PIECE “3D2Y” 跨越艾斯之死! 魯夫與夥伴的誓言（艾斯〈少年〉）
- 甘城輝煌樂園救世主（木村）

2015年
- 團地友夫（ユウト）#74
- 少年好萊塢 -HOLLY STAGE FOR 50-（富井實）
- ONE PIECE（艾斯〈少年〉）#679
- 血界戰線（雷歐納魯德·渥奇）
- 銀魂（志村新八）
- 噬神者（藤木浩太）
- 薩波特別篇 〜三兄弟的羈絆 奇跡的再會和被繼承的意志〜（艾斯〈少年〉）
- 境界觸發者 逃亡者篇（傑諾）
- 新我們這一家（立花柚彥）

2016年
- 無彩限的幻影世界（諸橋翔介）
- Dimension W －第四次元－（哈里森·伊斯特利法）
- 美少女戰士Crystal Season III 死亡毀滅者篇（淺沼一等）
- 龍族拼圖X（多尼）
- 數碼暴龍宇宙-應用怪獸（黑客獸）

2017年
- 時間飛船24（孫悟空）
- 3月的獅子（橫溝億泰）
- élDLIVE宇宙警探（伽姆修星人）
- 銀魂.（志村新八）
- 正確的卡多（歌丸[2]）
- 櫻桃小丸子（睡魔）
- 騎士&魔法（倉田翼）
- 潔癖男子青山！（塚本仁）
- 血界戰線 & BEYOND（雷歐納魯德·渥奇[3]）
- 犬屋敷（濱田悟）
- 3月的獅子 第2期（橫溝億泰）

2018年
- 續 刀劍亂舞－花丸－（不動行光）
- 鬼太郎第六季（太郎丸、天狗小次郎）

2019年
- JoJo的奇妙冒險 黃金之風（卡爾涅／聲名狼藉先生）
- 深夜的超自然公務員（清水翔太）
- RobiHachi（JPS-19）
- 炎炎消防隊（維克多·李希特[4]）
- 花牌情緣3（持田大）
- 高分少女 第2期（豆藏）

2020年
- 神推偶像登上武道館我就死而無憾（藤川）
- 噴嚏大魔王2020（テツパン）
- 炎炎消防隊 貳之章（維克多·李希特）

2021年
- EX-ARM（ベータ）
- 更多！怪俠佐羅利（グラモ）
- 數碼寶貝幽靈遊戲（野村小太郎）
- 鍵等（春原陽平）

2022年
- 青之蘆葦（月島亞希）
- 寶可夢 旅途（小智的圓陸鯊）
- 決鬥大師 WIN（うんちく）
- 福星小子（阿明）
- 轉生就是劍（地下城主）

2023年
- 寶可夢 旅途 目標是寶可夢大師（小次郎的尖牙籠）
- 奇異賢伴 黑色天使（麥可[5]）
- 位於戀愛光譜極端的我們（仁志名蓮[6]）

2024年
- 逃走中 THE GREAT MISSION（比伯）
- 刀劍亂舞 迴 -虛傳 燃燒的本能寺-（不動行光[7]）
- 龍族拼圖（查豆星人）
- BLUE LOCK 藍色監獄 VS. U-20 JAPAN（照朝熱人）

2025年
- 逃走中 THE GREAT MISSION（狸貓）
- 我想蹺掉太子妃培訓（迪爾）
- 青之驅魔師 終夜篇（埃求恩）
- 炎炎消防隊 參之章（維克多·李希特[8]）
- 銀魂多重宇宙動畫「3年Z班銀八老師」（志村新八[9]）

### OVA
2009年
- 純愛手札4 ORIGINAL ANIMATION（小林學）

2013年
- 人魚又上鉤（龍宮使者）※漫畫第9集附DVD特裝版

2014年
- 銀魂（志村新八）第58卷同捆OAD

2016年
- 血界戰線（雷歐納魯德·渥奇）

2018年
- 血界戰線 & BEYOND（雷歐納魯德·渥奇）

### 劇場版
2002年
- 帕盧姆之樹（夏塔）

2007年
- 河童之夏（烏鴉）

2010年
- 銀魂劇場版 新譯紅櫻篇（志村新八）

2013年
- 銀魂完結篇 永遠的萬事屋（志村新八）

2021年
- 銀魂 THE FINAL（志村新八）

2026年
- 新劇場版 銀魂 -吉原大炎上-（志村新八[10]）

### 網路動畫
2024年
- 洛庫羅大冒險（國王[11]）
- 我們這一家NEXT（立花柚彥）

### 電子遊戲
- 純愛手札4（小林學）
- CLANNAD FULL VOICE（春原陽平）
- 真·三國無雙7（張苞）
- 真·三國無雙7 猛將傳（張苞）
- 真·三國無雙7 帝王傳（張苞）
- 真·三国无双 斩（張苞）
- 真·三国无双 英杰传（張苞）
- 星際火狐64（ナウス、アンドリュー・オイッコニー、ビル・グレイ）
- 噬神者（藤木浩太）
- [PS]卒业M～学生会长的华丽阴谋～（日语：卒業M）（志村未希磨）
- [PS2]于是我们， ...and he said（栗栖广己）
- [PS2]VitaminX（日语：VitaminX）（真田正辉）
  - [DS]VitaminX Evolution
  - [PSP]VitaminX Evolution Plus
- [PSP]维新恋华 龙马外传（伊达小次郎）
- [PC]在我身下掙扎吧（日语：俺の下であがけ）（清水新） 
  - [PS2]
- [PS2]空夢（山濑勇人）
  - [PSP]空夢 携帶版
- [PS2]DEAR My SUN!!～育儿狂骚曲～（日语：DEAR My SUN!!〜ムスコ★育成★狂騒曲〜）
- [PS3、PS4]女神異聞錄5（三島由輝）
- 刀劍亂舞（不動行光）
- 真三國無雙8（張苞）
- 無雙大蛇3（張苞）
- 寶可夢大師（希特隆）

### BLCD
- 廣播劇CD 那傢伙的大本命1-4（吉田義男）
  - 那傢伙的大本命 MAGAZINE BE×BOY 12年6月號附錄
- 藍瞳（ニゼ）
- 危險的學院愛情（笠井悠）
- 臣服於我吧系列（清水新）
  - 臣服於我吧 TARGET1 樋口・清水
  - 臣服於我吧 TARGET2 山口・吉岡
- 王子的情人（悠）
- 皇林學院系列 2 愛的才能（白石純哉）
- 學園天堂3～Happy☆天堂～（查茲）
- 陽炎之森（葛西實紀）
- 風花（椋木裕也）
- キケンじゃないだろ！（竹中竹千代）
- 喜歡就是喜歡系列（佐倉廣夢）
  - 喜歡就是喜歡+White Flower+TRUTH【fall】
  - 喜歡就是喜歡+White Flower+TRUTH【rise】
  - 喜歡就是喜歡―FIRST LIMIT TRUTH―
  - 喜歡就是喜歡―LOVE STORIES―
  - 喜歡就是喜歡―NEVER LAND―
  - 喜歡就是喜歡―NEVER LAND2 快樂時光―
  - 喜歡就是喜歡―TARGET NIGHTS TRUTH―
  - 喜歡就是喜歡―・RAIN・TRUTH―
- 史坦雷·霍克事件簿 山藍紫姬子的世界Ⅲ（約翰）
- 託生君系列 08 綠之指尖（右近綠）
- つよがり（秋）
- 廣播劇CD 二重螺旋系列（篠宮裕太）
  - 二重螺旋2 -愛情鎖縛-
  - 二重螺旋3 -攣哀感情-
  - 二重螺旋4 相思喪曖
  - 二重螺旋5 深想心理
  - 二重螺旋 番外篇 stand-in
  - 二重螺旋 番外篇 嫉妒的法則
  - 情愛のベクトル（全員サービス廣播劇CD）
- FAN（阿邊）

### 其他
- 機動戰士VGUNDAM DVD-BOX CM
- 迷？探偵克里斯（在安城市文化中心內天文館上映）（ピーボ）
- 我們的裁判物語（裁判制度宣傳動畫）（遠藤進）
- 抓住明日番外篇「幸福的就業活動」(NHK）（旁白）（2012年11月24日）
- 爆報! THE フライデー（聲音演出）
- 電人☆ゲッチャ!（2013.04.05〜2014.08.28）（NICONICO直播）主要主持
- スマ變 WEB CM（ソフトバンク）（スマ變くん）
- 我們因漫畫而強大〜SPORTS×MANGA「體操・內村航平 金牌的秘密」（旁白，2015年6月28日）
- 銀魂Station（14分）（志村新八）（Kids Station：2016年7月2日－）
- 非媽媽白書（註解旁白）

## 外部連結
- FERRETS' FOREST　飼っている動物を紹介しているサイト[永久] （日語）
- 青二網站阪口大助的官方介紹頁面 （页面存档备份，存于） （日語）